# Monument à Dante (Montréal)
Le Monument à Dante est un mémorial situé dans le quartier de la Petite Italie de Montréal. Il représente Dante Alighieri en buste enserrant de ses bras sa Divine Comédie. 

## Histoire
Le monument fut érigé en hommage au poète italien du Moyen Âge Dante Alighieri. Le sculpteur du buste en bronze, dit de La Mort de Dante, est Carlo Balboni (1860-1947). La statue fut d'abord située de 1922 à 1964 au parc La Fontaine avant d'être déplacée au parc Dante inauguré le 26 juin 1963, dans le quartier de la « Petite Italie ».
Un buste du même illustre poète italien est érigé à Québec, inspiré de la même statue de Balboni.

## Sources
- (en) Cet article est partiellement ou en totalité issu de l’article de Wikipédia en anglais intitulé « Dante Monument (Montreal) » (voir la liste des auteurs).
- Archives de la Casa d'Italia, centre Communautaire de la Petite Italie.